# Номофобія
Номофобія (англ. Nomophobia) — почуття страху і занепокоєння у людини через відсутність її пристрою мобільного зв'язку. Термін є абревіатурою від англ. no-mobile-phone phobia і буквально означає «страх без мобільного». Номофобія вважається симптомом або синдромом проблемного використання цифрових медіа в психічному здоров'ї, визначення якого не стандартизовано з технічних і генетичних причин.
Дослідження, проведене у Великій Британії у 2008 році показало, що близько половини всіх британських користувачів мобільних відчувають номофобію. У 2012 році кількість таких користувачів серед британців зросла до 66 %.

## Огляд
Використання мобільних телефонів значно зросло з 2005 року, особливо в країнах Європи та Азії. Номофобію зазвичай вважають поведінковою залежністю; він має багато спільних рис із наркотичною залежністю. Підключення мобільних телефонів до Інтернету є однією з причин номофобії. Симптоми залежності можуть бути результатом потреби в комфорті через такі фактори, як підвищена тривожність, низька самооцінка, невпевнена прихильність або емоційна нестабільність. Деякі люди зловживають мобільними телефонами, щоб отримати комфорт в емоційних стосунках.
Хоча номофобія не згадується в поточному Діагностичному та статистичному посібнику з психічних розладів (DSM-5), її було запропоновано як «специфічну фобію» на основі визначень, наданих у DSM-IV. Відповідно до Б'янкі та Філіпса (2005), психологічні фактори впливають на надмірне використання мобільного телефону. Це може включати низьку самооцінку (коли люди, які шукають заспокоєння, використовують мобільний телефон неналежним чином) і екстравертну особистість (коли люди, які природно соціальні, надмірно використовують мобільний телефон). Також дуже ймовірно, що симптоми номофобії можуть бути спричинені іншими основними та існуючими психічними розладами, з ймовірними кандидатами, включаючи соціальну фобію або соціальний тривожний розлад, соціальну тривожність і панічний розлад.
Термін, абревіатура від «фобії без мобільного телефону», був введений у 2008 році під час дослідження Поштового управління Великобританії, яке доручило YouGov, британській дослідницькій організації, оцінити тривоги, які відчувають користувачі мобільних телефонів. Дослідження показало, що майже 53 % користувачів мобільних телефонів у Британії, як правило, хвилюються, коли вони «втрачають свій мобільний телефон, розряджається акумулятор або кредит, або немає покриття мережі». Дослідження, яке охопило 2163 людини, показало, що близько 58 % чоловіків і 47 % жінок мали таку фобію, а ще 9 % відчували стрес, коли їхні мобільні телефони вимкнені. 55 % опитаних назвали спілкування з друзями чи родиною основною причиною, чому вони хвилюються, коли не можуть користуватися мобільним телефоном. У дослідженні порівнювали рівень стресу, спричинений середнім випадком номофобії, з рівнем стресу, викликаного «тривожністю дня весілля» та походами до стоматолога.
Більш ніж кожен другий номофоб ніколи не вимикає свій мобільний телефон.

## Докази дослідження
Зі змінами технологій щодня постають нові виклики. З'явилися нові види фобій (так звані технофобії). Відтоді, як у 1983 році на споживчий ринок було представлено перший мобільний телефон, ці пристрої значною мірою стали масовими у більшості суспільств.

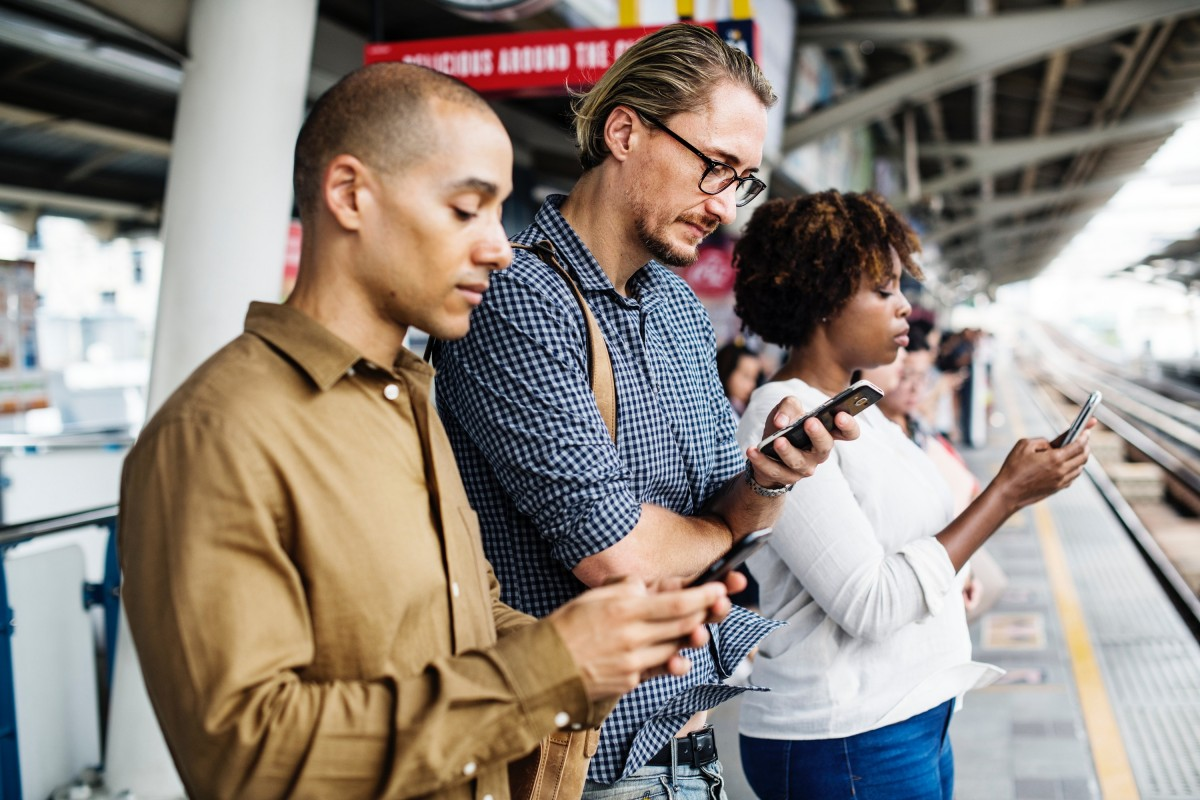
Смартфони стали всюдисущими в багатьох суспільствах

Shambare, Rugimbana & Zhowa (2012) стверджували, що мобільні телефони є «можливо, найбільшою ненаркотичною залежністю 21-го століття», і що студенти коледжу можуть проводити до дев'яти годин щодня за своїми телефонами, що може призвести до залежності від таких технологій як рушійної сили сучасного життя та прикладу «парадоксу технології» яка одночасно звільняє та поневолює.
Опитування, проведене SecurEnvoy, показало, що молодь і підлітки частіше мають номофобію. Те ж опитування показало, що 77 % підлітків повідомили про тривогу та занепокоєння, коли вони були без мобільних телефонів, за ними йшла вікова група 25-34 років і люди старше 55 років. Деякі психологічні провісники, які слід шукати в людині, яка може мати цю фобію, це «негативне ставлення до себе, молодший вік, низька самооцінка та самоефективність, висока екстравертність або інтроверсія, імпульсивність і відчуття терміновості та пошук відчуттів».
Серед студентів часте користування мобільним телефоном корелювало зі зниженням середнього бала (GPA) і підвищеною тривожністю, що негативно впливає на самооцінку задоволеності життям (благополуччя та щастя) порівняно зі студентами, які користуються рідше. Зниження середнього балу може бути наслідком надмірного використання мобільного телефону або комп'ютера, що забирає час і зосередженість під час навчання, відвідування уроків, роботи над завданнями та відволікання мобільних телефонів під час уроку. Надмірне користування мобільними телефонами може посилити тривогу через тиск постійного підключення до соціальних мереж і може позбавити шансів на самотність, що полегшує щоденний стрес, який пов'язують як складову благополуччя. Люди можуть використовувати мобільні телефони для зв'язку з друзями та сім'єю, щоб задовольнити міжособистісні потреби, такі як сімейна прихильність і толерантність. Мобільні телефони також можуть дозволити користувачам отримувати підтримку та супроводжувати в Інтернеті. Люди справді використовують мобільні телефони для регулювання емоцій, і як потужний інструмент кіберпсихології мобільні телефони пов'язані з емоційним життям людей.

### Інші експерименти
Дослідження показують, що використання мобільного телефону негативно пов'язане із задоволеністю життям. Хоча мобільні телефони можуть полегшити життя, вони також вважаються факторами стресу. Такі причини, як високий робочий тиск, часте міжособистісне спілкування, швидке оновлення та поширення інформації, роблять мобільні телефони ключовими інструментами для роботи та життя більшості людей. Якщо мобільний телефон не працює або раптово впадає частота сповіщень, деякі люди відчуватимуть тривогу, дратівливість, депресію та інші симптоми. Дослідження показує, що ширший діапазон використання мобільного телефону зазвичай пов'язаний із зниженням рівня щастя, уважності та задоволеності життям.
В Австралії 946 підлітків і молодих людей віком від 15 до 24 років взяли участь у дослідженні мобільних телефонів (387 чоловіків, 457 жінок і 102 вирішили не повідомляти про стать). Дослідження було зосереджено на зв'язку між частотою використання мобільного телефону учасниками та психологічною причетністю до мобільного телефону. Дослідники оцінили декілька психологічних факторів, які можуть вплинути на використання учасниками мобільного телефону, за допомогою таких анкет: Анкета залучення мобільного телефону (MPIQ), Частота використання мобільного телефону, Самоідентичність та Підтвердження від інших. MPIQ оцінював поведінкові залежності за допомогою семибальної шкали Лайкерта (1 — повністю згоден) і (7 — абсолютно не згоден), яка включала такі твердження, як: «Я часто думаю про свій мобільний телефон, коли я ним не користуюся… … Я відчуваю зв'язок з іншими, коли користуюся своїм мобільним телефоном».
Результати продемонстрували помірну різницю між використанням мобільних телефонів учасниками та їхніми психологічними стосунками з мобільними телефонами. Жодних патологічних станів виявлено не було, але спостерігалося надмірне користування мобільним телефоном, що вказувало на ознаки прихильності. Учасники, які демонстрували ознаки надмірного використання мобільних телефонів, з більшою ймовірністю збільшили їх використання, отримавши підтвердження від інших. Серед інших факторів, які враховувалися, досліджувана популяція була зосереджена на підлітках і молодих дорослих, які мають більшу ймовірність розвитку залежності від мобільного телефону, оскільки вони можуть проходити через самоідентичність, самооцінку та соціальну ідентичність.
Люди з панічними розладами та тривожними розладами схильні до залежності від мобільного телефону. Дослідження, проведене в Бразилії, порівнювало симптоми, які виникають через використання мобільного телефону гетеросексуальними учасниками з панічним розладом, і контрольною групою здорових учасників. Група 1 складалася з 50 учасників з панічним розладом і агорафобією із середнім віком 43 роки, а група 2 складалася з 70 здорових учасників без розладів і середнім віком 35 років. Під час експерименту учасникам дали анкету для самооцінки мобільних телефонів, яка оцінювала використання мобільного телефону та симптоми, про які повідомляли обидві групи.
Близько 44 % учасників групи 1 повідомили, що вони відчували себе «захищено», коли мали мобільний телефон, у той час як 46 % учасників групи 2 повідомили, що вони не почуватимуться так само без мобільного телефону. Результати показали, що 68 % усіх учасників повідомили про залежність від мобільного телефону, але в цілому учасники з панічним розладом і агорафобією повідомили про значно більше емоційних симптомів і залежності від мобільного телефону порівняно з контрольною групою, коли доступ до мобільного телефону був заборонений.

## Симптоми і ознаки
Номофобія виникає в ситуаціях, коли людина відчуває тривогу через страх не мати доступу до мобільного телефону. «Синдром надмірного з'єднання» виникає, коли використання мобільного телефону зменшує кількість особистих взаємодій, тим самим значно заважаючи соціальній та сімейній взаємодії людини. Термін «технострес» — це ще один спосіб описати людину, яка уникає спілкування віч-на-віч, перебуваючи в ізоляції, включаючи психологічні розлади настрою, такі як депресія.
Занепокоєння спровоковано декількома факторами, такими як втрата мобільного телефону, втрата прийому та розряджений акумулятор мобільного телефону. Деякі клінічні характеристики номофобії включають використання пристрою імпульсивно, як захист від соціального спілкування або як перехідний об'єкт. Поведінка, що спостерігалася, включає наявність одного або кількох пристроїв з доступом до Інтернету, постійне носіння зарядного пристрою та відчуття тривоги при думці про втрату мобільного. Люди зазвичай скорочують сон, коли зловживають мобільним телефоном. Нестача сну може призвести до депресії та відсутності турботи, що змушує людей охоче захоплюватися мобільними телефонами. Дослідження показують, що залежність від мобільних телефонів зумовлена поганим психічним здоров'ям. Порівняно з іншими людьми, їхній час сну буде коротшим, чим довше вони користуються телефоном, тим важча їхня депресія. Збільшення використання мобільного телефону пов'язане зі зниженням самооцінки та здатності справлятися.
Іншими клінічними характеристиками номофобії є суттєво зменшена кількість взаємодій віч-на-віч з людьми, замінена зростаючою перевагою спілкування через технологічні інтерфейси, тримання пристрою під рукою під час сну і ніколи не вимикається, а також часте дивлення на екран телефону, щоб не пропустити жодного повідомлення, телефонного дзвінка чи сповіщення (також називається cиндром фантомних вібрацій). Номофобія також може призвести до збільшення боргів через надмірне використання даних і різних пристроїв, які людина може мати. Номофобія також може призвести до таких фізичних проблем, як біль у ліктях, руках і шиї через повторне використання.
Ірраціональні та екстремальні реакції, спричинені тривогою та стресом, можуть виникати у людей у громадських місцях, де користування мобільними телефонами обмежено, наприклад в аеропортах, наукових установах, лікарнях та на роботі. Надмірне використання мобільного телефону для повсякденних справ, таких як покупка речей, може спричинити індивідуальні фінансові проблеми. Ознаки дистресу та депресії виникають, коли людина не отримує жодного зв'язку через мобільний телефон. Ознаки прихильності до мобільного телефону включають також бажання спати з мобільним телефоном. Можливість спілкуватися через мобільний телефон дає людині спокій і безпеку.
Номофобія може діяти як проксі для інших розладів. Ті, хто має прихований соціальний розлад, імовірно, відчуватимуть нервозність, занепокоєння, тугу, пітливість і тремтіння, коли розлучаються або не можуть використовувати свої цифрові пристрої через низький заряд батареї, поза зоною обслуговування, відсутність зв'язку тощо. Такі люди часто наполягатимуть на тому, щоб їхні пристрої завжди були під рукою, зазвичай повертаючись додому, щоб отримати забуті мобільні телефони.
Номофобна поведінка може підсилити тенденції соціальної тривожності та залежність від використання віртуальних і цифрових комунікацій як методу зменшення стресу, спричиненого соціальною тривожністю та соціальною фобією. Люди з панічними розладами також можуть демонструвати номофобну поведінку, однак вони, ймовірно, повідомлятимуть про почуття відторгнення, самотності, незахищеності та низької самооцінки щодо своїх мобільних телефонів, особливо коли майже немає контакту (невелика кількість вхідних дзвінків і повідомлень). Люди з панічним розладом, ймовірно, відчуватимуть значно більше тривоги та депресії через використання мобільного телефону. Незважаючи на це, люди з панічним розладом значно рідше здійснювали голосові дзвінки.
Доведено також, що номофобія підвищує ймовірність проблемного користування мобільним телефоном, наприклад залежне використання (тобто ніколи не вимикає пристрій), заборонене використання (тобто використання в будь-якому середовищі, де це заборонено робити) та небезпечне використання (тобто використання під час водіння або переходу дороги). Крім того, третій фактор номофобії — страх втратити доступ до інформації — має найбільший вплив на ймовірність незаконного використання за кермом.

### Симптоми
- занепокоєння
- дихальні зміни
- тремтіння
- пітливість
- ажитація
- дезорієнтація
- тахікардія[39]

### Емоційні симптоми
- депресія
- паніка
- страх
- залежність
- відмова
- низька самооцінка
- самотність[40]

## Лікування
В даний час науково прийняті та емпірично перевірені методи лікування дуже обмежені через його відносно нову концепцію. Однак багатообіцяючі методи лікування включають когнітивно-поведінкову психотерапію, десенсибілізацію та репроцесуалізацію рухом очей та поєднання з фармакологічними втручаннями. Частина рішення для лікування може включати збільшення доступності зарядних станцій для мобільних телефонів для вирішення аспектів номофобії, пов'язаних із занепокоєнням заряду батареї, посилюючи відчуття безпеки щодо стану живлення свого пристрою. Лікування з використанням транілципроміну та клоназепаму було успішним у зменшенні ефектів номофобії.
Когнітивно-поведінкова терапія, здається, є ефективною, зміцнюючи автономну поведінку, незалежну від технологічних впливів, однак цій формі лікування не вистачає рандомізованих досліджень. Іншим можливим лікуванням є «підхід реальності», або терапія реальністю, яка просить пацієнта зосередитися на поведінці подалі від мобільних телефонів. У екстремальних або важких випадках нейропсихофармакологія може бути корисною, починаючи від бензодіазепінів і закінчуючи антидепресантами у звичайних дозах. Пацієнтів також успішно лікували транілципроміном у поєднанні з клоназепамом. Однак важливо зазначити, що ці препарати були розроблені для лікування соціального тривожного розладу, а не безпосередньо для лікування номофобії. Може бути досить важко лікувати номофобію безпосередньо, але правдоподібніше досліджувати, ідентифікувати та лікувати будь-які основні психічні розлади, якщо такі існують.
Незважаючи на те, що номофобія є досить новою концепцією, існують перевірені психометричні шкали, які допомагають у діагностиці, прикладом однієї з таких шкал є «Опитувальник залежності від мобільного телефону/Тест залежності від мобільного телефону» (англ. "Questionnaire of Dependence of Mobile Phone/Test of Mobile Phone Dependence", QDMP/TMPD).